# Frédéric Maranber
 (septembre 2023).
Si vous disposez d'ouvrages ou d'articles de référence ou si vous connaissez des sites web de qualité traitant du thème abordé ici, merci de compléter l'article en donnant les références utiles à sa vérifiabilité et en les liant à la section « Notes et références ».
Frédéric Maranber, né le 7 novembre 1970[réf. souhaitée] à Paris, est un acteur français.

## Biographie
Frédéric Maranber est né dans le 13e arrondissement de Paris.
De par son environnement et ses connaissances, il est épris très tôt de Street Art, de cinéma mais aussi de Hip-hop et commence sa carrière sous le nom de "Fox" entouré de ses amis ils forment le groupe "Département E" (précurseur du mouvement Hip-hop accompagné de musiciens et DJ)[réf. nécessaire].

## Filmographie

### Cinéma
- 2002 : Nid de guêpes de Florent-Emilio Siri : le militaire
- 2002 : Le Nouveau Jean-Claude de Didier Tronchet : ?
- 2002 : La Mentale de Manuel Boursinhac : Sylvain
- 2002 : La Vie promise d'Olivier Dahan : le gérant du motel
- 2004 : Le Souffleur de Guillaume Pixie : ?
- 2004 : Les Rivières pourpres 2 : Les Anges de l'apocalypse d'Olivier Dahan : le chef de chantier
- 2004 : Mariages ! de Valérie Guignabodet : le cousin de Ben
- 2004 : 36 quai des Orfèvres d'Olivier Marchal : le juge Rousseau
- 2005 : Je préfère qu'on reste amis... d'Éric Toledano et d'Olivier Nakache : Jean-Mi
- 2005 : L'Amour aux trousses de Philippe de Chauveron : Luc
- 2006 : Un ticket pour l'espace d'Éric Lartigau : Hugo, adulte
- 2006 : Un château en Espagne d'Isabelle Doval : Alexandre, le fils de la nouvelle voisine
- 2008 : Pour elle de Fred Cavayé : Dr Gardes
- 2009 : Divorces de Valérie Guignabodet : le client
- 2010 : Mon pote de Marc Esposito : le médecin
- 2011 : La Planque d'Akim Isker : le gendarme
- 2012 : Les Seigneurs d'Olivier Dahan : le gendarme
- 2022 : Anti-Squat de Nicolas Silhol : le chef vigile de la GSP
- 2024 : Elyas de Florent-Emilio Siri : Brabus
- 2024 : Elle et lui et le reste du monde d'Emmanuelle Belohradsky : Charrière, le patron
- 2024 : À toute allure de Lucas Bernard : Guéguen
- 2024 : Kali, l'ange de la vengeance de Julien Seri : ?

### Télévision
- 2003 : Alerte, danger immédiat d'Olivier Chavarot : ?
- 2004 : Prune Becker : Une nouvelle vie d'Alexandre Pidoux : Étienne
- 2005 : À la poursuite de l'amour, téléfilm de Laurence Katrian : Bruno Lemmet
- 2005 : Sauveur Giordano, épisode Le Piège d'Hervé Renoh : le vigile
- 2005 : Disparition, mini-série de Laurent Carcélès : Victor Merel
- 2005 / 2009 : P.J., épisode Délit de solidarité de Gérard Vergez : Buhran / épisodes Le deal, Le choc et Le Règlement de compte de Thierry Petit : le substitut (saison 13)
- 2006 : L'Affaire Villemin, mini-série de Raoul Peck : le capitaine Verdier
- 2006 : Section de recherches, épisode Disparition de Vincenzo Marano : Antoine Benard
- 2006 : Préjudices de Frédéric Berthe : ?
- 2007 : L'Avare de Christian de Chalonge : le commissaire
- 2008 : Scalp de Philippe Bérenger et Jean-Marc Brondolo (en) : Warren
- 2008 : Père et Maire, épisode Miracle à Ville-Grand! de Laurent Lévy : Vincent Boisselier
- 2008 : Mon père dort au grenier de Philippe Bérenger : ?
- 2008 : Palizzi, épisode Grzin de rigole de Stéphane Debac : M. Legarec
- 2008 : Joséphine, ange gardien, épisode Les deux font la paire de Laurent Lévy : Serge
- 2008 : Guy Môquet, un amour fusillé, téléfilm de Philippe Bérenger : Jean Poulmarc'j
- 2010 : Julie Lescaut, épisodes La morte invisible et Contre la montre de Jérôme Navarro : Yves Laforêt (saison 20)
- 2010 : Fais pas ci, fais pas ça, épisode Couper le cordon de Laurent Dussaux : le vendeur du sex-shop
- 2010 : Un flic, épisode Permission de sortie de Patrick Dewolf : Maurice
- 2010 : Boulevard du Palais, épisodes Au cœur du piège et Un marché de dupes de Thierry Petit : M. Civray / Vinclair
- 2010 / 2016 : Alice Nevers, le juge est une femme, épisode Mort de rire de François Velle : M. Bertin / épisode d'Éric Le Roux : ?
- 2012 : Ma femme, ma fille, deux bébés, épisode Ma femme, ma fille, un déménagement de Vincent Monné : le lapin bleu
- 2012 : Profilage de Julien Despaux : Christophe Mirant
- 2012 : L'Homme de la situation, épisode L'As du palace de Didier Bivel : ?
- 2012 : L'Aventure humaine, épisode Vauban : La sueur épargne le sang de Pascal Cuissot : le chevalier de Clerville
- 2013 : Alias Caracalla, au cœur de la Résistance, mini-série d'Alain Tasma : le colonel Pellier
- 2013 : La smala s'en mêle de Thierry Petit : ?
- 2013-2014 : Scènes de ménages, épisodes de Francis Duquet et Karim Adda : le voisin de Raymond et Huguette (saisons 5 et 6)
- 2014 : Une chance de trop de François Velle : ?
- 2016 : Made in Groland : le PDG des laboratoires Bernier
- 2016 : Deux flics sur les docks, épisode Amours mortes d'Edwin Baily : le vigile du bureau Narcisse
- 2017 : Les Saisons meurtrières, épisode Noir enigma de Manuel Boursinhac : Yves Blanchet
- 2017 : Quadras d'Isabelle Doval : ?
- 2019 : L'Archer noir, téléfilm de Christian Guérinel : le colonel Motta
- 2019 : Access, épisode Théâtre de Varante Soudjian : le producteur
- 2019 : Les Rivières pourpres d'Ivan Fegyveres : ?
- 2021 : Mensonges, mini-série de Lionel Bailliu : le capitaine Moreau
- 2022 : Tandem, épisode En eaux troubles de Denis Thybaud : Julien Lartigue
- 2023 : Lycée Toulouse-Lautrec de Stéphanie Murat : Yves Guérin, le père de Maëlle
- 2023 : Alex Hugo, épisode Cold case de Thierry Petit : Michel Étienne
- 2023 : Groland : Le Zapoï, émission de Gérard Bonnet, Sylvain Fusée et Vincent Guyottot : le nutritionniste
- 2024 : Je ne me laisserai plus faire, téléfilm de Gustave Kervern : M. Helno
- 2024 : Le Remplaçant, épisode Le Choix de Camille de Stéphanie Murat : le père de Camille
- 2024 : À l'ombre des forêts de Cédric Anger : ?

## Théâtre
- 2016 : La veste, mise en scène de Bernie Bonvoisin : ?

## Doublage
- 2024 : L'Impératrice : ? (?) (saison 2)